# Dasychira axutha
Dasychira axutha är en fjärilsart som beskrevs av Collenette 1934. Dasychira axutha ingår i släktet Dasychira och familjen tofsspinnare. Inga underarter finns listade i Catalogue of Life.